# 콘서트 플루트
콘서트 플루트(영어: Concert Flute)는 리드를 사용하지 않는 목관악기다. 줄여서 플루트(영어: Flute)라고도 한다.
오늘날 일반적인 플루트는 은색 혹은 금색의 금속 통에 복잡한 장치를 갖춘 가로피리를 말한다. 과거에는 플루트가 피리 전반을 가리키는 표현이었는데 지금도 혼동되는 경향이 있다. 르네상스 음악부터 바로크 음악까지 플루트는 지금의 리코더를 가리켰으며 현재 플루트의 전신이 되는 악기는 당시에 플라우토 트라베르소(Flauto traverso)라고 했다. 17세기 후반 프랑스에서 자크-마르탱 오르테르와 그 일족이 개량한 가로피리가 큰 인기를 끌면서 독일과 이탈리아 등으로 확산되었고 세로피리가 쇠퇴하면서 플루트가 지금의 위상을 얻게 되었다. 과거의 플루트는 주로 나무로 만들었으나 지금은 금속으로 만듦에도 목관악기로 분류되는데 이는 입술의 진동을 사용하지 않는 악기이기 때문이다.
콘서트 플루트를 간단히 플루트라고도 부르지만 플루트 종류에 속하는 다른 악기와 구분하기 위해 그랜드 플루트 또는 콘서트 플루트라고 한다. 19세기 중반 독일의 악기 제작자였던 테오발트 뵘이 음향학 이론을 바탕으로 개량하면서 정확한 반음계, 큰 음량, 정밀한 귀금속 관체, 우미한 외관 등 지금의 모습을 갖추었다. 오늘날 플루트를 말할 때는 일반적으로 이 뵘식 플루트를 말한다.
플루트는 키를 오른쪽으로 잡고 아래 턱과 왼손 집게 손가락, 오른손 엄지손가락으로 받쳐서 지지한다. 플루트는 어깨선과 평행이 되도록 들지 않고 오른손을 왼손보다 아래쪽, 전방으로 뻗는다. 연주자는 정면이 아니라 약간 왼쪽을 향해 오른쪽으로 고개를 기울여 입술을 취구에 갖다 댄다.
리드를 사용하지 않기 때문에 다른 관악기에 비해 텅잉(tonguing)의 유연성이 높은 편이다. 음량은 작지만 고음역은 배음이 적고 명료하게 맑아서 오케스트라 안에서도 묻히지 않는다. 주로 클래식 음악에 사용되지만 다른 음악 장르에서도 쓰인다.
전체 길이가 약 66cm 정도인 한쪽 끝이 막힌 형태로, 재질은 거의가 금속이지만 목제인 것도 간혹 있다. 본래는 전체는 윗관(head joint), 본관(middle joint), 아랫관(foot joint)의 3부분으로 되어 있고 각 부분을 분리할 수 있다. 윗관의 윗끝은 막혀 있고 숨을 불어넣는 불구멍(吹口)을 가지며, 다른 두 부분은 기능적으로는 일체가 되어 기능을 발휘하며 13개의 소릿구멍(tone hole)과 뵘식의 키가 붙어 있다. 플루트를 연주하는 사람은 플루티스트(영어: Flutist)라고 한다.

## 역사

### 고대 ~ 르네상스 시대

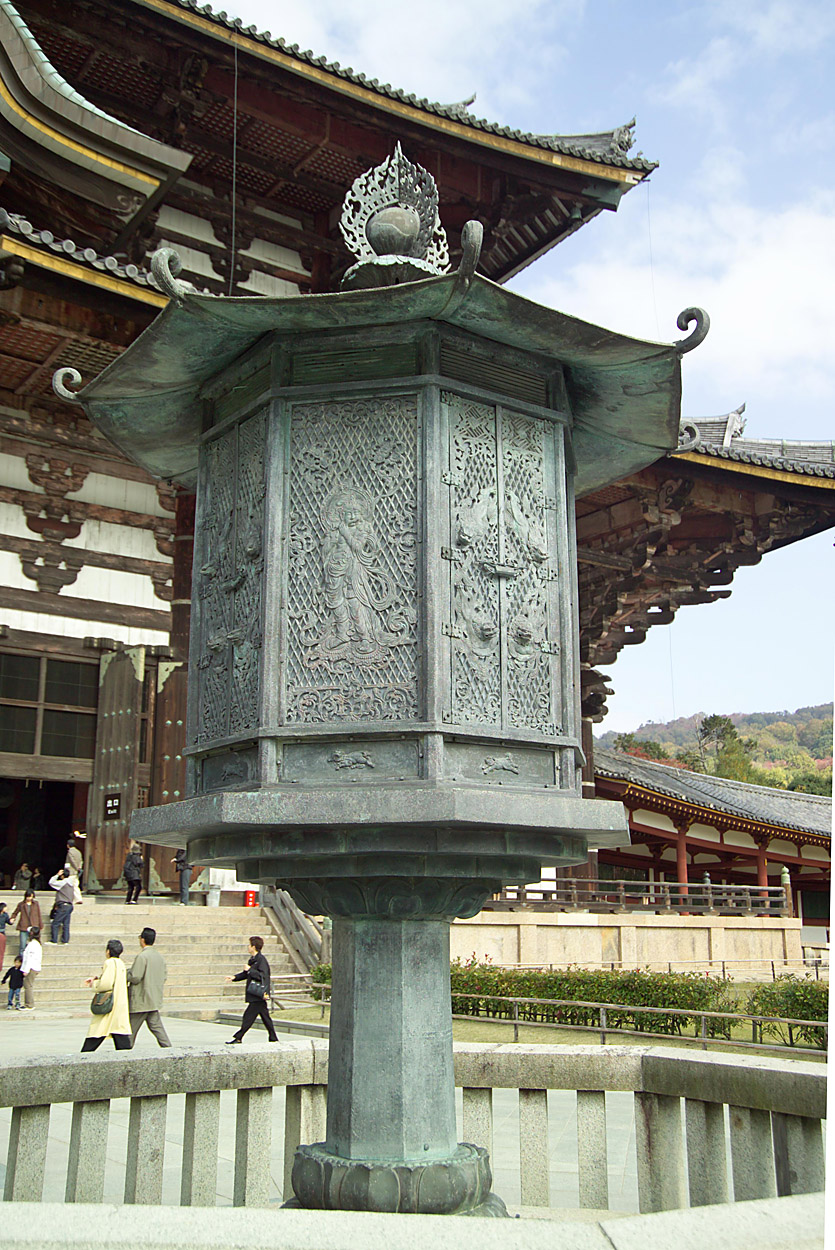
도다이지의 팔각 등롱
가로피리를 부는 보살상이 보인다.

넓은 의미의 플루트(피리)는 4만 년 전 네안데르탈인이 사용한 것으로 추정되는 뼈피리가 슬로베니아에서 발견되었다. 이 당시의 피리는 돌피리나 흙피리가 일반적이었다. 한편, 협의의 의미의 플루트가 처음 등장한 시기는 불명확하다. 일반적으로 기원전 9세기나 그 이전 중앙아시아에서 등장했고 비단길을 통해 인도와 중국, 나아가 일본과 유럽으로 전파된 것으로 받아들여진다. 일본 나라 시대 쇼소인의 보물 중에 사문암으로 만든 가로피리가 있으며, 도다이지 대불전 정면에 서 있는 팔각 등롱에는 역시 가로피리를 부는 보살상이 있는데 이들은 나라 시대에 이미 가로피리가 전해졌음을 보여주는 증거다.
유럽에서는 당초 리코더라고 불린 세로피리를 플루트라 칭했다. 가로피리가 유럽에 유입된 것은 12~13세기경으로 추정되며 독일 지방에서 세로피리 기술을 응용해 가로피리가 만들어져 독일 피리라고 주로 불렸다. 13세기 프랑스에서 가로피리라는 뜻의 flauste traversaine라는 명칭이 사용되었다. 하지만 르네상스 때까지도 플루트는 일반적인 악기라기보단 군악대에서 사용하거나 여행가들이 주로 연주했다. 일반 시민들 사이에서도 사용되기 시작한 것은 16세기에 접어들 무렵부터였다. 이 무렵의 플루트는 테너를 비롯해 소프라노, 알토, 베이스로 나뉘었는데 이 시절의 플루트를 르네상스 플루트라고 불렀다.
이탈리아 베로나 등에 남아 있는 오리지널은 목제관인데 내면이 단순한 원통형이 아니라 복잡한 물결형으로 되어 있다. 외면은 취구가 약간 굵은 원추형이다. 기본적으로 일체형이라 분리가 되지 않지만 크기가 큰 베이스 플루트는 두 부분으로 나눌 수도 있다. 테너가 낼 수 있는 최저음은 D4로 D-Dur(라장조) 음계를 낼 수 있도록 만들어진 D관이다. 구조는 심플해서 키를 오른쪽뿐 아니라 왼쪽으로도 잡을 수 있다. 경쾌하게 잘 울리지만 음역에 따라 음량이나 음색이 상당히 변화한다. 마르틴 아그리콜라가 기록한 운지법에는 반음을 낼 수 있다고 되어 있지만 통상적인 연주로 반음을 내는 것은 어렵다. 하지만 내부가 원통형이 아니고 내경의 형태에 따라서는 반음을 낼 수도 있다.

### 바로크 시대
바로크 시대가 시작하는 17세기 초에는 더 이상 르네상스 플루트가 사용되지 않았다. 음높이를 조절하는 것과 반음을 내는 것이 어렵고 저음과 고음의 음색 차이가 크다는 단점 때문에 이 무렵 유행한 궁중 음악에서 소외되었던 것이다. 1680년대에 이르러 자크-마르탱 오르테르과 그의 일족이 플루트를 개량하여 확산하면서 플루트는 다시 인기를 끌게 되었다.
하지만 이 시대에도 여전히 플루트는 가로피리가 아닌 세로피리를 지칭했다. 이때 가로피리를 가리키는 말은 이탈리아어로 플라우토 트라베르소(이탈리아어: flauto traverso), 프랑스어로 플뤼트 트라베르시에르(프랑스어: flûte traversière), 독일어로 크베어플뢰테(독일어: Querflöte)였다. 이는 모두 가로피리라는 뜻이었는데 줄여서 트라베르소라고 불렀으며 현대에서는 바로크 플루트라고도 한다. 소프라노에서 버스까지 구분한 르네상스 플루트와 달리 바로크 플루트의 대부분은 테너의 D관이다. 르네상스 플루트와 바로크 플루트의 차이점은 다음과 같다.
- 관체가 3분할(나중에는 4분할)되어 있어 결합부를 삽입하지 않거나 교체하여 음높이를 조절할 수 있다.
- 톤홀이 6개에서 7개로 늘어났다. 가장 멀리 있는 톤홀은 손가락이 닿지 않아 오른손 새끼 손가락으로 누르면 구멍이 뚫리는 시소 모양의 키가 붙어 있는데 이 때문에 1키식 플루트라고도 부른다.[10] 이것 덕분에 르네상스 플루트에서 내기 어려웠던 반음 D#(E♭)도 쉽게 낼 수 있게 되었다.
- 관의 내면이 원통형에서 머리 부분에서 끝 부분으로 갈수록 좁아지는 원추형으로 바뀌었다. 이로 인해 르네상스 플루트가 가진 밝고 개방적인 음색이 다소 어둡게 변하긴 했지만 저음부터 고음까지 음색이 통일성을 갖추게 되었다. 현존하는 바로크 플루트 중 가장 오래된 것은 17세기 암스테르담의 목관악기 제작가가 만든 것인데 이 구조가 언제 누구에 의해 처음 고안된 것인지는 불명확하다.[2]

이런 개량을 거쳐 바로크 플루트는 루이 14세 시절 프랑스 왕궁에서 인기를 얻으면서 세로피리를 대체하기 시작했다. 프랑스의 영향을 강하게 받던 독일에서도 프랑스의 플루티스트를 자주 고용했고 독일인 플루티스트도 등장하기 시작했다.
바로크 플루트는 최저음이 D4, 최고음이 E6까지라고 알려져 있지만 B6까지의 울지가 알려져 있어 A6 근처까지는 소리를 낼 수 있는 경우도 있다. D관에 속하지만 조옮김 악기에 속하진 않는다. 다양한 음색을 가지고 있으며 섬세하고 풍부한 표현이 가능해 현재에도 복원 악기가 다수 제작되고 있다.
반음을 내기 쉬워졌지만 나약하고 불안정한 소리였고 D-dur(라장조)와 이웃하는 G-dur(라장조)와 A-dur(라장조)는 큰 음량으로 연주할 수 있지만 라장조에서 먼 장조의 곡을 바로크 플루트로 연주하기는 쉽지 않다고 한다.

### 고전주의 시대 ~ 낭만주의 시대
18세기 중반에서 19세기 초반에 해당하는 고전주의 시대 때는 보다 많은 장조에 대응할 수 있도록 불안정한 반음을 개선하기 위해 새로운 톤홀을 설치하고 이를 개폐하는 매커니즘을 덧붙이거나 고음을 내기 쉽도록 관내 직경을 가늘게 하는 변화가 이루어졌다. D관인 것은 변함이 없지만 최저음이 C4까지 내려가게 되었다. 이들 악기도 여전히 플라우토 트라베르소에 포함되지만 바로크 플루트와 구별하여 클래시컬 플루트 혹은 로맨틱 플루트라고 부른다. 이 무렵에 이르면 세로피리가 크게 쇠퇴하여 플루트는 가로피리를 지칭하는 표현으로 정착하게 된다.
키가 추가되면서 낼 수 있는 반음이 늘어났고 소리도 보다 밝아지고 가벼워졌다. 하지만 대칭성이 무너져 왼쪽으로는 더 이상 잡을 수 없게 되었다. 관체는 여전히 목제 원추형이 대다수였으며 최고음은 A6이었지만 C7까지 낼 수 있는 것도 있었다. 최저음은 D4의 6키 플루트나 C4의 8키 플루트처럼 모든 반음을 내는 키를 갖추고 있지만 Es키보다 낮은 키를 제외하고 모두 항상 닫혀있고 필요할 때만 열리는 방식이었다.
이러한 변화는 큰 발전이었지만 당시의 악기 제작자들이 각자의 생각에 근거하여 개량했기 때문에 조작법이 통일되지 않아 운지법이 복잡해지는 문제가 발생했다. 이러한 다키식 플루트는 산업 혁명 당시의 영국에서 개발되었는데 영국 외의 나라에서는 균형이 좋지 않은 악기로 취급되어 1키식 플루트만 계속 사용되었다.
이러한 플루트 난개발 시대에 종지부를 찍은 인물이 테오발트 뵘이었다.

### 뵘식 플루트의 등장
1820년경부터 활약한 영국의 플루티스트 찰스 니콜슨은 큰 손과 탁월한 기술을 가지고 있었기에 다른 사람들보다 더 큰 톤홀 악기를 다루었다. 독일의 플루티스트 뵘은 1831년 런던에서 니콜슨의 연주를 듣고 큰 음량에 충격을 받아 이에 자신의 악기를 개량하기 시작했다. 다음 해에 개량된 모델을 발표했는데 그 특징은 다음과 같다.
- 반음을 내는 톤홀흘 포함해 지름을 크게 하여 보다 큰 소리를 낼 수 있게 했다.
- 하나의 손가락으로 복수의 톤홀을 동시에 조작할 수 있도록 하고 관체 구조를 C관으로 바꾸었다. 이른바 뵘식 매커니즘에 의해 운동 성능이 향상되었을뿐 아니라 긴 레버도 제거하여 외관이 깔끔해졌다.
- 새로운 키 매커니즘을 개발하면서 Es키와 트릴키를 제외한 모든 키를 항상 열어두고 필요할 때만 닫는 방식을 채용했다. 이로써 연주할 때 열려 있는 톤홀이 늘어나 공기 순환이 개선되고 음색이 균질해졌으며 음량을 풍부하게 했다.

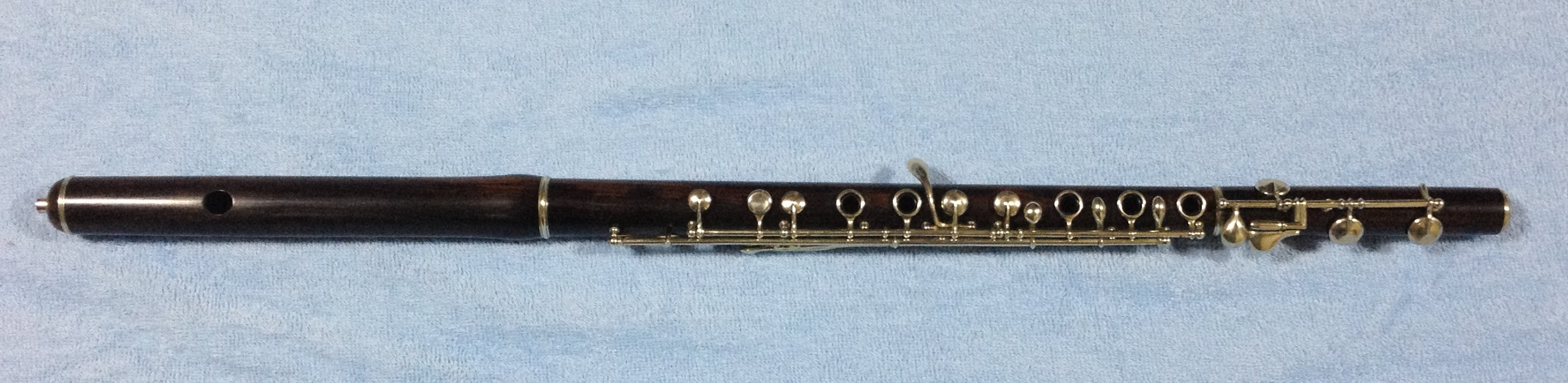
원추형 뵘식 플루트

이 모델은 Gis 오픈식으로 불리는데 공기 순환을 방해하지 않고 운지를 용이하게 하는 Gis 클로즈식으로 바뀌어 프랑스에서 사용되고 있다. 관체는 여전히 목제 원추형이었기에 오늘날에는 원추 뵘식 플루트라고도 한다.
뵘은 이후 50세가 넘어 대학에서 음향학을 배우고 연구를 계속하여 1847년 새로운 모델을 발표했는데 그 특징은 다음과 같다.
- 관체를 원추형에서 원통형으로 바꾸고 음향학에 기반하여 톤홀의 위치를 조정했다. 또한 고음역 음높이 개선을 위해 머리 부분도 원통형에서 약간 원추형으로 바꾸었다. 이로써 르네상스 플루트가 가졌던 밝은 음색이 되살아났다.
- 관체를 목제에서 금속제로 변경하여 톤홀을 더욱 크게 하면서 깨지는 것을 방지하기 위한 기름 도포의 필요성이 사라졌다.
- 모든 톤홀을 키로 개폐하는 방식을 새롭게 채용했다. 이는 손가락이 가는 여성 연주자도 큰 톤홀을 보다 쉽고 확실하게 다루는데 도움을 주었다.

이 모델은 여전히 Gis 오픈식에 해당했지만 현재의 플루트와 거의 다르지 않을 정도로 높은 완성도를 보였다. 이후 플루트의 개량은 이탈리아의 줄리오 브리치알디가 플랫(♭)계 장조를 보다 편하게 연주하기 위해 브리치알디 키를 추가한 것, 운지법을 보다 용이하게 한 Gis 클로즈식이 주류가 된 것 정도였다.

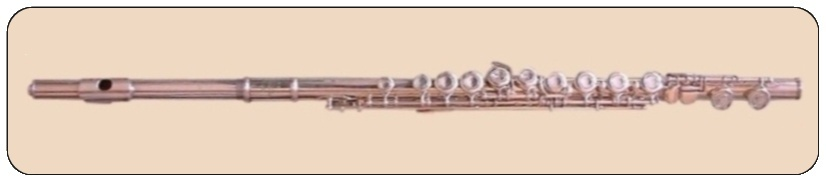
오늘날 일반적인 뵘식 플루트

오늘날 가장 일반적인 뵘식 플루트에는 톤홀이 16개가 있으며 세는 방법에 따라 다르지만 손가락에 직접 닿는 키가 15개다. 이른 오른손 엄지손가락을 제외한 9개의 손가락으로 조작이 가능하다. 뵘식 플루트에서도 울리지 않는 소리는 존재하지만 대부분의 음은 좋은 음정을 가진다.
뵘식 플루트는 프랑스에서 처음으로 우수성을 인정받았고 영국에서도 사용하게 되었지만 정작 발상지인 독일에선 20세기에 접어들 때까지도 사용되지 않았다. 이는 뵘식으로 조정되면서 기존의 운지법과 달라진 것, 독일 음악계에 큰 영향력을 가지고 있던 리하르트 바그너가 뵘식 플루트의 음색을 싫어한 것 등이 영향을 미친 것으로 알려져 있다.

### 낭만주의 이후
뵘이 1847년 발표한 플루트는 현재의 플루트와 거의 다르지 않지만 Gis 오픈식이었기에 외관이 다소 거칠고 세련되지 못했다. 이를 프랑스의 악지 제작가가 원추형 뵘식 플루트와는 다른 새로운 구조를 채용하여 운지법이 쉬운 Gis 클로즈식이 등장했다. 이는 오늘날의 세련되고 우아한 플루트와 매우 유사한 형태다.
1860년 파리 음악원 교수 루이 드뤼가 플루트를 음악원의 공식 악기로 인정한 뒤 클로드 폴 타파넬, 필리프 고베르, 마르셀 모이즈 등 다른 음악원 교수들에 의해 주법의 발전과 확립이 이루어졌고 클로드 드뷔시, 가브리엘 포레 등에 의해 많은 악곡도 쓰였다. 이전까지 장식적·한정적이던 비브라토도 적극적으로 채택하여 연주 양식을 확립했다. 이는 프랑스 악파로 불리며 이후 프랑스는 플루트 선진국으로 발전했다.

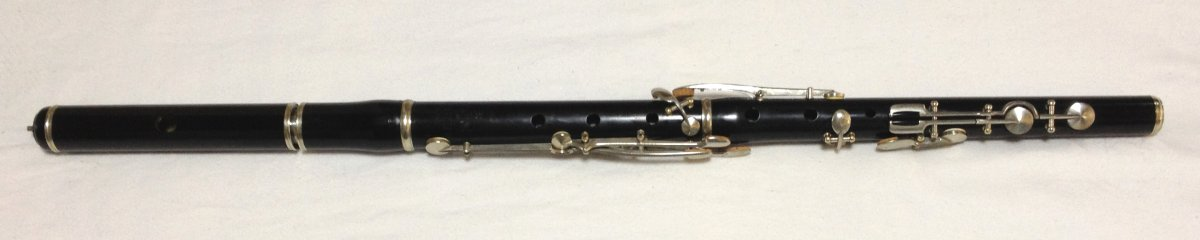
메이어식 플루트

독일이나 오스트리아에서는 금속제 플루트의 대형 톤홀에서 나오는 배음을 풍부하게 하는 음색을 좋아하지 않으면서 뵘식 매커니즘을 인정하지 않아 20세기에 접어들 무렵 관체는 목제지만 매커니즘은 뵘식이라는 절충형 악기가 사용되었다. 하지만 독일과 오스트리아에서도 시간이 지나면서 금속제 플루트가 사용되기 시작했다. 한편, 메이어가 톤홀의 지름을 키우고 음량을 늘리는 등의 개량을 한 메이어식 플루트도 프랑스를 제외한 유럽과 미국에서 1930년대까지 사용되었다.

### 근현대
뵘식 플루트 이후로도 여러 형태의 개량이 이루어졌고 상품화에 이른 것도 있지만 대체로 뵘의 기본 설계를 능가한 개량은 아직 나타나지 않았다. 오늘날 뵘식 플루트는 위상을 확고히 하며 프랑스 스타일의 등장 이후 구조 면에서 큰 변화 없이 주법 면에서 발전을 이루고 있다.

## 소리
음넓이는 다1음에서 다5음까지이며, 또한 관의 조작 및 기술에 따라 다시 아랫쪽으로 단2도, 윗쪽으로 장3도 정도 넓힐 수 있다. 이 밖에 음넓이가 4도 낮은 알토플루트, 1옥타브 낮은 베이스플루트, 라조의 플루트 등이 있다. 플루트는 리드를 쓰지 않고 상하의 입술로 공기의 흐름을 직접 불구멍에 보내므로 그 기술은 매우 미묘하고 어려우나, 그로 말미암아 다른 관악기에 비하여 보다 뉘앙스가 풍부한 표현이 가능하다. 옥타브·키, 즉 옥타브, 12도(5도) 등의 배음을 울리기 위한 키는 없으며 입술의 여는 방법, 입김의 세기에 따라 하모닉스라고 하는 배음을 내어, 높은 음역을 연주한다. 비브라토, 트릴, 트레몰로나 어느 정도의 포르타멘토도 가능하며 특히 음계나 아르페지오에 의한 빠른 음형에 우수한 능력을 나타낸다.

## 플루티스트 목록
- 로이 윌리엄슨
- 유재아
- 아르투어 쇼펜하우어
- 프톨레마이오스 12세 아울레테스

## 같이 보기
- 피콜로
- 알토 플루트
- 베이스 플루트
- 플루티스트